# Wereldbeker snowboarden 2010/2011
De wereldbeker snowboarden 2010/2011 (officieel: FIS World Cup Snowboard) was een competitie voor snowboarders die georganiseerd werd door de FIS. In de wereldbeker waren voor mannen zes disciplines opgenomen (halfpipe, snowboard cross, big air, parallelle slalom, parallelle reuzenslalom en slopestyle), één meer dan bij de vrouwen waar de big air ontbrak.

## Wereldbeker mannen

### Uitslagen
| Datum                                                                       | Plaats          | Discipline            | Eerste                  | Tweede                 | Derde                   |
| --------------------------------------------------------------------------- | --------------- | --------------------- | ----------------------- | ---------------------- | ----------------------- |
| 10/10/2010                                                                  | Landgraaf       | Parallelslalom        | Andreas Prommegger      | Roland Fischnaller     | Aaron March             |
| 30/10/2010                                                                  | Londen          | Big air               | Marco Grilc             | Staale Sandbech        | Seppe Smits             |
| 04/11/2010                                                                  | Saas-Fee        | Halfpipe              | Tore Holvik             | Ryo Aono               | Mathieu Crepel          |
| 20/11/2010                                                                  | Stockholm       | Big air               | Sebastien Toutant       | Petja Piiroinen        | Patrick Burgener        |
| 03/12/2010                                                                  | Seoel           | Big air               | Afgelast                | Afgelast               | Afgelast                |
| 07/12/2010                                                                  | Lech am Arlberg | Snowboardcross        | Nate Holland            | Tom Velisek            | Mario Fuchs             |
| 08/12/2010                                                                  | Lech am Arlberg | Snowboardcross        | Luca Matteotti          | Alex Pullin            | Paul-Henri de le Rue    |
| 10/12/2010                                                                  | Limone Piemonte | Parallelreuzenslalom  | Benjamin Karl           | Andreas Prommegger     | Manuel Veith            |
| 11/12/2010                                                                  | Limone Piemonte | Parallelslalom        | Roland Fischnaller      | Aaron March            | Roland Haldi            |
| 16/12/2010                                                                  | Telluride       | Parallelreuzenslalom  | Rok Flander             | Kasper Flütsch         | Manuel Veith            |
| 17/12/2010                                                                  | Telluride       | Snowboardcross        | Pierre Vaultier         | Seth Wescott           | Alex Pullin             |
| 18/12/2010                                                                  | Telluride       | Snowboardcross (team) | Italië                  | Verenigde Staten 2     | Verenigde Staten 3      |
| 09/01/2011                                                                  | Bad Gastein     | Parallelslalom        | Benjamin Karl           | Aaron March            | Simon Schoch            |
|                                                                             |                 |                       |                         |                        |                         |
| 14 t/m 25 januari 2011 Wereldkampioenschappen snowboarden 2011 in La Molina |                 |                       |                         |                        |                         |
|                                                                             |                 |                       |                         |                        |                         |
| 26/01/2011                                                                  | Denver          | Big air               | Rocco van Straten       | Zach Stone             | Michael Macho           |
| 08/02/2011                                                                  | Yongpyong       | Snowboardcross        | Afgelast                | Afgelast               | Afgelast                |
| 09/02/2011                                                                  | Yongpyong       | Parallelreuzenslalom  | Benjamin Karl           | Siegfried Grabner      | Aaron March             |
| 13/02/2011                                                                  | Yibuli          | Halfpipe              | Nathan Johnstone        | Zhang Yiwei            | Shi Wancheng            |
| 17/02/2011                                                                  | Stoneham        | Snowboardcross        | Nick Baumgartner        | Jonathan Cheever       | David Speiser           |
| 18/02/2011                                                                  | Stoneham        | Halfpipe              | Ryo Aono                | Taku Hiraoka           | Kazuumi Fujita          |
| 19/02/2011                                                                  | Stoneham        | Big air               | Sebastien Toutant       | Matts Hulisek          | Stefan Falkeis          |
| 20/02/2011                                                                  | Stoneham        | Parallelreuzenslalom  | Benjamin Karl           | Andreas Prommegger     | Matthew Morison         |
| 26/02/2011                                                                  | Calgary         | Halfpipe              | Ryo Aono                | Nathan Johnstone       | Zhang Yiwei             |
| 26/02/2011                                                                  | Calgary         | Slopestyle            | Clemens Schattschneider | Robby Balharry         | Zach Stone              |
| 05/03/2011                                                                  | Moskou          | Parallelslalom        | Roland Fischschnaller   | Rok Marguč             | Simon Schoch            |
| 11/03/2011                                                                  | Bardonecchia    | Halfpipe              | Nathan Johnstone        | Johann Baisamy         | Arthur Longo            |
| 13/03/2011                                                                  | Bardonecchia    | Slopestyle            | Aleksej Sobolev         | Milu Multhaup-Appleton | Clemens Schattschneider |
| 18/03/2011                                                                  | Valmalenco      | Snowboardcross        | Alberto Schiavon        | Jonathan Cheever       | Nate Holland            |
| 19/03/2011                                                                  | Valmalenco      | Parallelreuzenslalom  | Sylvain Dufour          | Andreas Prommegger     | Roland Haldi            |
| 24/03/2010                                                                  | Arosa           | Snowboardcross        | Seth Wescott            | Pierre Vaultier        | Paul-Henri de Le Rue    |
| 25/03/2010                                                                  | Arosa           | Snowboardcross        | Alex Pullin             | Luca Matteotti         | Nick Baumgartner        |
| 26/03/2010                                                                  | Arosa           | Halfpipe              | Iouri Podladtchikov     | Jan Scherrer           | Patrick Burgener        |
| 27/03/2010                                                                  | Arosa           | Parallelreuzenslalom  | Andreas Prommegger      | Roland Fischnaller     | Nevin Galmarini         |

### Eindstanden
| Algemene wereldbeker snelheid (PAR/SBX) |                    |      |        |
| #                                       | Snowboarder        | Land | Punten |
| 1                                       | Benjamin Karl      | AUT  | 4950   |
| 2                                       | Andreas Prommegger | AUT  | 4850   |
| 3                                       | Roland Fischnaller | ITA  | 4550   |
| 4                                       | Aaron March        | ITA  | 3450   |
| 5                                       | Alex Pullin        | AUS  | 3270   |
| 6                                       | Pierre Vaultier    | FRA  | 3210   |
| 7                                       | Simon Schoch       | SUI  | 2870   |
| 8                                       | Jonathan Cheever   | USA  | 2690   |
| 9                                       | Rok Flander        | SLO  | 2670   |
| 10                                      | Rok Marguč         | USA  | 2580   |

| Parallelslalom/reuzenslalom |                    |      |        |
| #                           | Snowboarder        | Land | Punten |
| 1                           | Benjamin Karl      | AUT  | 5790   |
| 2                           | Andreas Prommegger | AUT  | 5740   |
| 3                           | Roland Fischnaller | ITA  | 5420   |
| 4                           | Aaron March        | ITA  | 3890   |
| 5                           | Simon Schoch       | SUI  | 3450   |

| Snowboardcross |                  |      |        |
| #              | Snowboarder      | Land | Punten |
| 1              | Alex Pullin      | AUS  | 3270   |
| 2              | Pierre Vaultier  | FRA  | 3210   |
| 3              | Jonathan Cheever | USA  | 2690   |
| 4              | Luca Matteotti   | ITA  | 2480   |
| 5              | Markus Schairer  | AUT  | 2160   |

| Algemene wereldbeker freestyle (BA/HP/SBS) |                         |      |        |
| #                                          | Snowboarder             | Land | Punten |
| 1                                          | Nathan Johnstone        | AUS  | 3510   |
| 2                                          | Clemens Schattschneider | AUT  | 2960   |
| 3                                          | Ryo Aono                | JPN  | 2800   |
| 4                                          | Sebastien Toutant       | CAN  | 2220   |
| 5                                          | Rocco van Straten       | NED  | 2090   |
| 6                                          | Stefan Falkeis          | AUT  | 1770   |
| 7                                          | Adrian Krainer          | AUT  | 1760   |
| 8                                          | Dimi de Jong            | NED  | 1710   |
| 9                                          | Michael Macho           | AUT  | 1646   |
| 10                                         | Arthur Longo            | FRA  | 1600   |

| Halfpipe |                  |      |        |
| #        | Snowboarder      | Land | Punten |
| 1        | Nathan Johnstone | AUS  | 3510   |
| 2        | Ryo Aono         | JPN  | 2800   |
| 3        | Arthur Longo     | FRA  | 1600   |
| 4        | Zhang Yiwei      | CHN  | 1470   |
| 5        | Aluan Ricciardi  | CAN  | 1350   |

| Big air |                         |      |        |
| #       | Snowboarder             | Land | Punten |
| 1       | Clemens Schattschneider | AUT  | 2960   |
| 2       | Sebastien Toutant       | CAN  | 2220   |
| 3       | Rocco van Straten       | NED  | 1845   |
| 4       | Stefan Falkeis          | AUT  | 1770   |
| 5       | Adrian Kreiner          | AUT  | 1676   |

## Wereldbeker vrouwen

### Uitslagen
| Datum                                                                       | Plaats          | Discipline            | Eerste                  | Tweede                  | Derde                   |
| --------------------------------------------------------------------------- | --------------- | --------------------- | ----------------------- | ----------------------- | ----------------------- |
| 10/10/2010                                                                  | Landgraaf       | Parallelslalom        | Jekaterina Toedegesjeva | Heidi Neururer          | Alena Zavarzina         |
| 04/11/2010                                                                  | Saas-Fee        | Halfpipe              | Cai Xuetong             | Sun Zhifeng             | Ursina Haller           |
| 07/12/2010                                                                  | Lech am Arlberg | Snowboardcross        | Dominique Maltais       | Maëlle Ricker           | Yuka Fujimori           |
| 08/12/2010                                                                  | Lech am Arlberg | Snowboardcross        | Dominique Maltais       | Maëlle Ricker           | Alexandra Jekova        |
| 10/12/2010                                                                  | Limone Piemonte | Parallelreuzenslalom  | Jekaterina Toedegesjeva | Alena Zavarzina         | Svetlana Boldikova      |
| 11/12/2010                                                                  | Limone Piemonte | Parallelslalom        | Patrizia Kummer         | Fränzi Mägert-Kohli     | Jekaterina Iljoechina   |
| 16/12/2010                                                                  | Telluride       | Parallelreuzenslalom  | Fränzi Mägert-Kohli     | Isabella Laböck         | Jekaterina Toedegesjeva |
| 17/12/2010                                                                  | Telluride       | Snowboardcross        | Dominique Maltais       | Alexandra Jekova        | Maëlle Ricker           |
| 18/12/2010                                                                  | Telluride       | Snowboardcross (team) | NOR/ BUL                | Oostenrijk              | Verenigde Staten        |
| 09/01/2011                                                                  | Bad Gastein     | Parallelslalom        | Jekaterina Toedegesjeva | Marion Kreiner          | Claudia Riegler         |
|                                                                             |                 |                       |                         |                         |                         |
| 14 t/m 25 januari 2011 Wereldkampioenschappen snowboarden 2011 in La Molina |                 |                       |                         |                         |                         |
|                                                                             |                 |                       |                         |                         |                         |
| 08/02/2011                                                                  | Yongpyong       | Snowboardcross        | Afgelast                | Afgelast                | Afgelast                |
| 09/02/2011                                                                  | Yongpyong       | parallelreuzenslalom  | Marion Kreiner          | Fränzi Mägert-Kohli     | Svetlana Boldikova      |
| 13/02/2011                                                                  | Yibuli          | Halfpipe              | Liu Jiayu               | Cai Xuetong             | Li Shuang               |
| 17/02/2011                                                                  | Stoneham        | Snowboardcross        | Lindsey Jacobellis      | Dominique Maltais       | Déborah Anthonioz       |
| 18/02/2011                                                                  | Stoneham        | Halfpipe              | Cai Xuetong             | Holly Crawford          | Haruna Matsumoto        |
| 20/02/2011                                                                  | Stoneham        | Parallelreuzenslalom  | Jekaterina Toedegesjeva | Claudia Riegler         | Marion Kreiner          |
| 26/02/2011                                                                  | Calgary         | Halfpipe              | Cai Xuetong             | Holly Crawford          | Haruna Matsumoto        |
| 26/02/2011                                                                  | Calgary         | Slopestyle            | Allyson Carroll         | Brooke Voigt            | Pia Meusburger          |
| 05/03/2011                                                                  | Moskou          | Parallelslalom        | Jekaterina Toedegesjeva | Tomoka Takeuchi         | Doris Günther           |
| 11/03/2011                                                                  | Bardonecchia    | Halfpipe              | Holly Crawford          | Mirabelle Thovex        | Paulina Ligocka         |
| 13/03/2011                                                                  | Bardonecchia    | Slopestyle            | Katarzyna Rusin         | Anja Stefan             | Lou Chabelard           |
| 18/03/2011                                                                  | Valmalenco      | Snowboardcross        | Lindsey Jacobellis      | Eva Samková             | Déborah Anthonioz       |
| 19/03/2011                                                                  | Valmalenco      | Parallelreuzenslalom  | Jekaterina Toedegesjeva | Isabella Laböck         | Julia Dujmovits         |
| 24/03/2010                                                                  | Arosa           | Snowboardcross        | Aleksandra Jekova       | Callan Chythlook-Sifsof | Zoe Gillings            |
| 25/03/2010                                                                  | Arosa           | Snowboardcross        | Aleksandra Jekova       | Lindsey Jacobellis      | Nelly Moenne-Loccoz     |
| 26/03/2010                                                                  | Arosa           | Halfpipe              | Queralt Castellet       | Holly Crawford          | Cai Xuetong             |
| 27/03/2010                                                                  | Arosa           | Parallelreuzenslalom  | Fränzi Mägert-Kohli     | Jekaterina Toedegesjeva | Julia Dujmovits         |

### Eindstanden
| Algemene wereldbeker snelheid (PAR/SBX) |                         |      |        |
| #                                       | Snowboarder             | Land | Punten |
| 1                                       | Jekaterina Toedegesjeva | RUS  | 6000   |
| 2                                       | Dominique Maltais       | CAN  | 4800   |
| 3                                       | Fränzi Mägert-Kohli     | SUI  | 4600   |
| 4                                       | Aleksandra Jekova       | BUL  | 4040   |
| 5                                       | Marion Kreiner          | AUT  | 3700   |
| 6                                       | Lindsey Jacobellis      | USA  | 3610   |
| 7                                       | Isabella Laböck         | GER  | 3170   |
| 8                                       | Claudia Riegler         | AUT  | 3060   |
| 9                                       | Julia Dujmovits         | AUT  | 2800   |
| 10                                      | Doris Günther           | AUT  | 2710   |

| Parallelslalom/reuzenslalom |                         |      |        |
| #                           | Snowboarder             | Land | Punten |
| 1                           | Jekaterina Toedegesjeva | RUS  | 7690   |
| 2                           | Fränzi Mägert-Kohli     | SUI  | 5770   |
| 3                           | Marion Kreiner          | AUT  | 4540   |
| 4                           | Claudia Riegler         | AUT  | 3900   |
| 5                           | Isabella Laböck         | GER  | 3510   |

| Snowboardcross |                         |      |        |
| #              | Snowboarder             | Land | Punten |
| 1              | Dominique Maltais       | CAN  | 4800   |
| 2              | Aleksandra Jekova       | BUL  | 4040   |
| 3              | Lindsey Jacobellis      | USA  | 3610   |
| 4              | Déborah Anthonioz       | FRA  | 2680   |
| 5              | Callan Chythlook-Sifsof | USA  | 2210   |

| Algemene wereldbeker freestyle (HP/SBS) |                        |      |        |
| #                                       | Snowboarder            | Land | Punten |
| 1                                       | Cai Xuetong            | CHN  | 4400   |
| 2                                       | Holly Crawford         | AUS  | 3900   |
| 3                                       | Sun Zhifeng            | CHN  | 2300   |
| 4                                       | Mirabelle Thovex       | FRA  | 2270   |
| 5                                       | Anne Sophie Pellissier | FRA  | 1960   |
| 6                                       | Nadja Purtschert       | SUI  | 1730   |
| 7                                       | Xu Xiujuan             | CHN  | 1460   |
| 8                                       | Pia Meusburger         | AUT  | 1450   |
| 9                                       | Sophie Rodriguez       | FRA  | 1400   |
| 10                                      | Katarzyna Rusin        | POL  | 1320   |

| Halfpipe |                        |      |        |
| #        | Snowboarder            | Land | Punten |
| 1        | Cai Xuetong            | CHN  | 4400   |
| 2        | Holly Crawford         | AUS  | 3900   |
| 3        | Sun Zhifeng            | CHN  | 2300   |
| 4        | Mirabelle Thovex       | FRA  | 2270   |
| 5        | Anne Sophie Pellissier | FRA  | 1960   |